# فترة انتظار القذف داخل المهبل
تُعرف فترة انتظار القذف داخل المهبل (IELT) بأنها الوقت بين بداية إيلاج المهبل وبدء القذف داخل المهبل. ويمكن لفترة انتظار القذف داخل المهبل (IELT) المساعدة في تقييم التأثيرات الجنسية لأدوية مثل مثبطات إعادة امتصاص السيروتونين الانتقائية (SSRIs). وتُعد فترة انتظار القذف داخل المهبل أحد العوامل المستخدمة لتشخيص وعلاج حالات مثل سرعة القذف. ويعتمد الأداء والرضا الجنسي على عوامل عدة.
وقدم الباحثون اكتشافات متضاربة بشأن فترة انتظار القذف داخل المهبل. وفي دراسة متعددة الجنسيات، عكف القائمون على دراسة 491 رجلاً في هولندا وإسبانيا وتركيا والمملكة المتحدة والولايات المتحدة. وكان الرجال يتمتعون بعلاقات جنسية مستقرة. وعلى مدى أربعة أسابيع، سجل الأزواج بيانات فترة انتظار القذف داخل المهبل باستخدام ساعة توقيت وأشاروا إلى استخدام العازل الذكري. ولم تكن هناك علاقة بين متوسط فترة انتظار القذف داخل المهبل واستخدام العازل الذكري. وتراجع متوسط فترة انتظار القذف داخل المهبل مع الأعمار (من 18 إلى 30: 6.5 دقائق، ومن 31 إلى 50: 5.4 دقائق، و51+: 4.3 دقائق). وكان متوسط فترة انتظار القذف داخل المهبل بالنسبة لجميع المشاركين 5.4 دقائق. وتفاوت متوسط فترة انتظار القذف داخل المهبل بشكل ملحوظ من قِبل الأفراد مع 14% من الرجال دون 3:20 و26% من الرجال فوق 10:00. وتشمل المشاكل المحتملة إجمالي حجم العينة وصغر حجم العينة لكل بلد وقلة الملاحظات الخاصة بكل مشارك والآثار النفسية لاستخدام ساعة التوقيت.
وفي دراسة مبكرة، وجد ألفريد كينسي (Alfred Kinsey) أن 75% من الرجال قد بلغوا الذروة في غضون دقيقتين من الإيلاج وهو ما لا يقل عن نصف الوقت. وفي كتابه الاستجابة الجنسية لدى الإنسان (Human Sexual Response)، نشر الفريق البحثي ماسترز وجونسون (Masters and Johnson) مجموعة متنوعة من النتائج حول الاستجابة الجنسية والرضا الجنسي استنادًا إلى الملاحظة المباشرة والفحوصات الطبية. والرضا الجنسي يتوقف على طول المدة الزمنية للجماع. ويتفاوت وقت استجابة الإنسان حسب الدورة الشهرية للمرأة؛ حيث إن فترة انتظار القذف داخل المهبل تكون أقصر عندما تكون قريبة من فترة الإباضة. كذلك تؤثر الخبرة الجنسية لكلا الشريكين على فترة الانتظار.
وهناك العديد من المواد الكيميائية التي تؤثر على فترة انتظار القذف داخل المهبل. وبعض هذه المواد تزيد من فترة انتظار القذف داخل المهبل عن طريق إخماد الجهاز العصبي المركزي. والكحول والأفيونيات (على سبيل المثال: الهيروين والأكسيكودون والمورفين) تندرج ضمن هذه المجموعة. وهناك مواد أخرى تعمل بطرق مختلفة. وتعمل مثبطات إعادة امتصاص السيروتونين الانتقائية (SSRIs) على تأخير القذف عن طريق حجب عملية فسيولوجية متصلة بنقطة اللاعودة لدى الذكر (حتمية القذف). ولهذا السبب، يمكن وصف مثبطات إعادة امتصاص السيروتونين الانتقائية لعلاج سرعة القذف.